# 长嘴地鸫
长嘴地鸫（学名：Zoothera marginata）为鶲科地鸫属的鸟类，俗名长嘴山鸫。分布于尼泊尔、印度、不丹、缅甸、泰国、老挝、越南以及中国大陆的云南等地，多栖息于活动于地面上。该物种的模式产地在缅甸Arrakan。